# Litopterna
De Litopterna zijn een orde van uitgestorven zoogdieren die beperkt waren tot wat lange tijd een eiland-continent geweest is: Zuid-Amerika.
De litopternen kenden een vrij groot aantal kameel- en paardachtige vormen, die gedurende lange tijd een belangrijk deel van de fauna van dit zuidelijke continent uitmaakten. De bekendste litoptern is Macrauchenia, die pas aan het eind van het Pleistoceen uitstierf. Het dier leek wel wat op een lama, maar het had drie tenen aan zijn poten en hoogstwaarschijnlijk een slurf(je). De neusgaten zitten namelijk erg hoog op de schedel.
De afstamming van de litopternen was lang niet helemaal goed duidelijk. Zij worden vaak met de andere inheemse, uitgestorven Zuid-Amerikaanse 'hoefdieren', de Astrapotheria, Pyrotheria, Notoungulata en Xenungulata in één orde geplaatst, de Meridiungulata. Recent onderzoek aan Paleocene fossielen van Tiupampa in Bolivia lijkt echter uit te wijzen dat de Litopterna, samen met de verwante Didolodontidae, eerder aan een vroege Noord-Amerikaanse groep, de Mioclaenidae, verwant zou zijn en niet aan de andere Zuid-Amerikaanse 'hoefdieren'.
Aan de andere kant is uit recent DNA-onderzoek juist gebleken dat de vroegste onderverdelingen in de zoogdieren met de geografische scheiding tussen het zuiden (Gondwana) en het noorden (Laurasia) samenhangt. Hoe dat denkbeeld met de afstamming van de Zuid-Amerikaanse hoefdieren te verenigen is, was anno 2003 niet duidelijk. Het is mogelijk dat Zuid-Amerika vroeg in het Tertiair tijdelijk met Noord-Amerika verbonden geweest is, waardoor enige uitwisseling heeft kunnen plaatsvinden. Daardoor zouden enige Laurasiatheria in Zuid-Amerika terechtgekomen kunnen zijn, die vervolgens een geheel eigen evolutionaire weg hebben bewandeld. Er wordt wel verondersteld dat er zo drie aparte groepen in het zuiden terechtgekomen zijn. Het is echter ook mogelijk dat (een deel van) de Zuid-Amerikaanse 'hoefdieren' helemaal niet aan de noordelijke hoefdieren verwant zijn, maar er door convergente evolutie slechts op lijken.
In 2015 werd bekend dat op basis van extractie van het eiwit collageen van botten van Macrauchenia en Toxodon een vrij nauwe verwantschap met de onevenhoevigen aangetoond was. Een nauwe verwantschap met de Afrotheria valt niet met deze resultaten te verenigen.
Het uitsterven van de zuidelijke hoefdieren werd voorheen toegeschreven aan competitie met de noordelijke hoefdieren zoals herten, kamelen en paarden die Zuid-Amerika na het sluiten van de landengte van Panama vanaf het Plioceen bereikten tijdens de Great American Biotic Interchange. Nader onderzoek liet echter zien dat er al vanaf het Laat-Mioceen sprake was van een geleidelijke achteruitgang binnen de Notoungulata en Litopterna. Dit proces viel samen met de diversificatie van grote caviomorphen en tandarmen zoals grondluiaarden en glyptodonten, vergelijkbaar met de overgang van knabbelaars naar grazers op de noordelijke continenten door de uitbreiding van graslanden in deze periode. De achteruitgang van de zuidelijke hoefdieren viel samen met faunaveranderingen op grotere schaal in Zuid-Amerika met onder meer de achteruitgang van de buidelroofdieren.

## Indeling[3]
- Familie Didolodontidae
  - Oxybunotherium
  - Proectocion
  - Protheosodon
  - Salladolodus
  - Lamegoia
  - Ernestokokenia
  - Didolodus
  - Paulacoutoia
- Familie Protolipternidae
  - Asmithwoodwardia
  - Miguelsoria
  - Protolipterna
- Familie Proterotheriidae
  - Paranisolambda
  - Ricardolydekkeria
  - Anisolambda
  - Wainka
  - Xesmodon
  - Protheosodon
  - Deuterotherium
  - Megadolodus
  - Eoproterotherium
  - Prolicaphrium
  - Prothoatherium
  - Licaphrium
  - Diadiaphorus
  - Thoatherium
  - Brachytherium
  - Epecuenia
  - Diplasiotherium
  - Proterotherium
- Familie Notonychopidae
  - Notonychops
- Familie Adianthidae
  - Proectocion
  - Indalecia
  - Adiantoides
  - Proadiantus
  - Thadanius
  - Tricoelodus
  - Proheptaconus
  - Adianthus
- Familie Macraucheniidae
  - Polymorphis
  - Pternoconius
  - Caliphrium
  - Cramauchenia
  - Theosodon
  - Phoenixauchenia
  - Paranauchenia
  - Oxyodontherium
  - Scalabrinitherium
  - Cullinia
  - Macrauchenidia
  - Promacrauchenia
  - Windhausenia
  - Macrauchenia
  - Xenorhinotherium
- Familie Sparnotheriodontidae
  - Notiolofos
  - Phoradiadius
  - Sparnotheriodon
  - Victorlemoinea